# 愛知県民の森
愛知県民の森（あいちけんみんのもり）は、愛知県新城市にある県民の森である。

## 概要
1970年（昭和45年）7月に明治100年を記念して、鳳来寺県有林内に開設された愛知県の森林レクリエーション施設である。公益財団法人愛知県公園協会が管理・運営を行っている。面積は約572haで敷地内には宿泊施設をはじめ、会議室を備えた研修施設や学習施設、キャンプ場やスポーツのできる広場などがあり、ハイキングコースなども整備されている。
開設当初は県民の森協会が運営を行っていたが、1981年（昭和56年）4月に愛知県森林公園協会に合併され、2003年（平成11年）には、愛知こどもの国協会と共に財団法人愛知公園協会に統合されて現在に至る。

## 施設
- モリトピア愛知（宿泊施設）
- 多目的研修棟（かじか荘）
- 森林学習館
- キャンプ場
- 大芝生広場
- 多目的広場
- 多目的小広場
- 運動広場
- 森の展示館 など

## ギャラリー
- モリトピア愛知
- 不動滝
- 愛知県民の森の紅葉

## 所在地
- 愛知県新城市門谷字鳳来寺7-60

## 交通アクセス
- JR飯田線「三河槙原駅」から徒歩で約15分[1]。